# Tauranga Harbour
Der Tauranga Harbour ist eine flach verlaufende Lagune und zugleich Naturhafen in der Region Bay of Plenty auf der Nordinsel von Neuseeland. 62 % der Fläche des Gewässers befindet sich in der Gezeitenzone. Ein Teil des südöstlichen Bereichs wurde zum Seehafen von Tauranga ausgebaut.

## Geographie
Der Tauranga Harbour liegt im westlichen Teil der Bucht Bay of Plenty und erstreckt sich dort über eine Länge von rund 33 km parallel zur nordöstlich liegenden Matakana Island, die das Inlett vom Pazifischen Ozean trennt. Die Lagune umfasst eine Fläche von 218 km², besitzt zwei Zugänge zum Pazifik, den Tauranga Entrance südöstlich beim Mount Maunganui und nordwestlich den Katikati Entrance, der südöstlich von Athenree zu finden ist.
Über die Zuflüsse, zu denen als wichtigste der Wairoa River, der Waipapa River, der Aongatete River und der Wainui River zählen, entwässert der Tauranga Harbour eine Fläche von 1.275 km².
Zu den drei größten Ansiedlungen im Bereich des Tauranga Harbour zählen mit Abstand Tauranga im Südosten des je nach Wasserstand 177,7 bis 277,5 Mio m³ Wasser umfassenden Beckens, weiter nordwestlich liegend Katikati und danach folgend Athenree am oberen Ende des Gewässers.

## Verkehr
Der Tauranga Harbour kann über Land vom State Highway 2 aus erreicht werden, der beginnend von Athenree aus bis nach Tauranga das südwestliche Ufer aus seiner gesamten Länge begleitet. Parallel dazu verläuft auch der East Coast Main Trunk Railway, der aber nur noch zum Gütertransport genutzt wird. Von See aus ist der Hafen vom Katikati Entrance und Tauranga Entrance zu erreichen, letzterer für Hochseeschiffe ausgebaut, die den Hafen von Tauranga zum Ziel haben.
Von Omokoroa aus gibt es eine Fährverbindung nach Opureora zur Insel Matakana Island.

## Entstehungsgeschichte
Geologisch gesehen ist der Untergrund der Lagune ca. 2–3 Mio. Jahre alt und gehört zum Tauranga Basin, ein Becken, das sich Graben der Taupō Volcanic Zone entwickelt hat. Sedimente vulkanischen Ursprungs hatten sich zu einer 500 m dicken Schicht entwickelt, die sich unterhalb der Ablagerungen des Meers befinden.
Die Lagune selbst entstand durch Ablagerungen in den Mündungsgebieten der Flüsse, vor allem des Wairoa Rivers. Durch diese Ablagerungen entstand Matakana Island, die heute den Abschluss der Lagune zum Pazifik darstellt und die sich über die vielen Jahrhunderte ständig veränderte. Die Insel ist ständig in Richtung Südosten zum Mount Maunganui hin angewachsen und hätte den Tauranga Entrance wohl verschlossen, wenn nicht die Strömungen der Gezeiten und der Abfluss des Wairoa Rivers dies verhindert hätten.

## Nutzung
Von der wirtschaftlichen Nutzung des südöstlichen Teils des Tauranga Harbour für den Seehafen abgesehen, dient der gesamte Rest der Lagune als Erholungsgebiet. Aber auch hier konzentriert sich die Nutzung hauptsächlich auf den Bereich um Tauranga, wo die mit Abstand höchste Besiedlungsdichte am Tauranga Harbour vorherrscht. Beliebt sind Segeln und Rudern, Wasserski, Tauchen, Baden und Fischen.